# Музей Бенаки
Музей Бенаки (греч. Μουσείο Μπενάκη) — музей в Афинах, основанный в районе Колонаки в 1930 году Антонисом Бенакисом на основе собственной художественной коллекции в память об отце Эммануиле Бенакисе, греческом предпринимателе, позже политике, мэре Афин. Размещён в семейном особняке Бенакисов.

## Экспозиция
Экспозиция музея представляет собой произведения греческого искусства от доисторического периода до современности, обладает обширной коллекцией азиатского искусства. Музей также проводит периодические выставки, имеет собственную реставрационную и консервационную мастерские. Значительны по объему экспонатов коллекции исламского искусства, китайского фарфора и игрушек, которые первоначально составляли отдельные отделы экспозиции музея, в начале 2000-х годов выделились в отдельные сопутствующие музейные учреждения, посвящённые конкретной художественной тематике, — Музей исламского искусства (Μουσείο Ισλαμικής Τέχνης), Галерея Никоса Хадзикириакоса-Гикаса (Πινακοθήκη Νίκου Χατζηκυριάκου-Γκίκα), выставочное здание по адресу Пиреос, 138. Это позволило главному музею сосредоточиться на собственно греческой культуре.

## Галерея
- Шлем коринфского типа (Регион Олимпия, после VI в. до н.э.)
- Святой Спиридон и сцены из его жизни (Теодорос Пулакис, Theodoros Poulakis)
- Архангел Михаил  Теодороса Пулакиса (Theodoros Poulakis)
- Поклонение волхвов (Иоаннис Пермениатис, Ioannis Permeniatis)
- Поклонение волхвов (Эль Греко, El Greco)
- Пиета (Эль Греко, El Greco), 1566